# Marianne Køie
Marianne Bodil Køie (født 24. marts 1941 i Hellerup) er en dansk marinbiolog og forsker, lektor emerita (2012-2014), kendt for sin forskning i marine parasitter, særligt hos fisk. Hun har publiceret omkring 90 videnskabelige artikler i internationale tidsskrifter og bidraget til bøger om havets fauna.

## Baggrund og uddannelse
Marianne Køie er datter af botanikeren Mogens Køie og niece til zoologen Marie Hammer. Hun blev student fra Birkerød Statsskole i 1960 og studerede biologi på Københavns Universitet, hvor hun blev cand.scient. i 1968 med speciale i marinbiologi. Hun modtog universitetets guldmedalje i 1970 og opnåede en ph.d. i 1973. I 1986 blev hun dr.scient., og i 1989 havde hun ansættelse som docent[kilde mangler].

## Karriere og forskning
Marianne Køie har været ansat ved Københavns Universitet og arbejdede ved Marinbiologisk Laboratorium i Helsingør. Hun har haft forskningsophold i Australien og de nordiske lande samt deltaget i forskningstogter i nordiske og arktiske farvande.
Hendes forskning har fokuseret på marine parasitter i bunddyr, plankton, fisk og fugle. Hun har beskrevet livscyklusser for flere parasitarter og var den første, der registrerede gælleparasitterne Pseudodactylogyrus spp. og svømmeblæreormen Anguillicola crassus i ål i Danmark.  
Desuden har hun beskrevet nye arter af marine fiskeparasitter, blandt andet Pygidiopsis ardeae Køie, 1990 og Ellipsomyxa gobii Køie, 2003.

## Publikationer

### Bøger
- Køie, M. & Å. Kristiansen (2000). Havets Dyr og Planter. Gads Forlag. Oversat til svensk, norsk og tysk. Senere udgivet i 2. og 3. udgave af Gyldendal (2014, 2023).
- Køie, M. (2006, 2017). "Havbundens dyr" og "Indførte arter" i Naturen i Danmark, Havet. Gyldendal.